# Hispanopitec
Els hispanopitecs (Hispanopithecus) són un gènere extint de primats de la família dels homínids que visqueren a Europa durant el Miocè superior. Se n'han trobat restes fòssils a Catalunya (Can Llobateres) i Hongria. Es tracta de l'únic gènere de la tribu dels hispanopitecinis (Hispanopithecini). Anteriorment era considerat un sinònim subjectiu de Dryopithecus. L'anàlisi del microdesgast de les dents d'aquests primats indica que preferien aliments tous com la fruita i, possiblement, les fulles tendres. Evitaven les núcules i els llavors excepte quan hi havia penúria d'aliments tous.